# Ferdinand Bernhard Vietz
Ferdinand Bernhard Vietz (* 20. August 1772 in Wien; † 24. Juli 1815, anderes Datum 25. Juli 1815 in Zadar) war ein österreichischer Mediziner und Botaniker. Sein offizielles botanisches Autorenkürzel lautet „Vietz“.

## Leben
Ferdinand Bernhard Vietz besuchte in Wien das Gymnasium und immatrikulierte sich an der Universität Wien für ein Jurastudium. Nach Beendigung des Studiums trat er 1794 als Kanzlist beim Reichshofrat in den österreichischen Staatsdienst ein.
Aufgrund seines Interesses an naturhistorischen und medizinischen Wissenschaften gab er die Tätigkeit als Kanzlist noch im gleichen Jahr wieder auf und begann an der Wiener Universität ein Medizin-Studium, das er mit seiner Promotion zum Dr. med. am 9. April 1799 beendigte.
1801 erhielt er von der niederösterreichischen Landesregierung die außerordentliche Professur der medizinischen Polizei- und gerichtlichen Arzneikunde an der Wiener Universität. 1803 erhielt er per Regierungsdekret den Auftrag, Vorlesungen im allgemeinen Krankenhause zu halten und mit seinen Schülern an den gerichtsmedizinischen Obduktionen teilzunehmen.
Am 2. März 1805 erfolgte seine Ernennung zum ordentlichen Professor auf den, auf Betreiben von Freiherr Andreas Joseph von Stifft, neu eingerichteten Lehrstuhl für medizinische Polizei und gerichtliche Arzneikunde. In dieser Zeit hatte er auch Vorlesungen an Sonn- und Feiertagen zur Rettung und Behandlung Scheintoter gehalten.
Nachdem das Tierarznei-Institut mit der Universität vereinigt worden war, erhielt er per Dekret vom 11. September 1812 seine Ernennung zum ersten Professor und zum Direktor des Instituts. Kurz nach seinem Amtsantritt brach in Siebenbürgen die Pest aus, zu deren Bekämpfung er an der Spitze einer ärztlichen Kommission dorthin entsandt wurde. Im gleichen Jahr erhielt er auch den Auftrag, sämtliche Quarantäne-Anstalten in den Provinzen des österreichischen Küstenlandes zu besuchen und darüber Bericht zu erstatten. 
Im Februar 1813 trat er, gemeinsam mit dem Wund- und Hoftierarzt Georg Puntschert, die Inspektionsreise an und bereiste die Seeküste von Venedig bis Ragusa und Cattaro und besuchte auch das Pestspital in Livorno. Auf der Rückreise nach Wien erkrankte er während der Überfahrt nach Dalmatien an Typhus und verstarb im Küstenort Zadar. 

### Wissenschaftliches und schriftstellerisches Wirken
1800 begann er mit der Herausgabe seiner Schrift Icones plantarum medico-oeconomico-technologicaum cum earum fructus ususque explicatione. In dieser Schrift, die er aufgrund seiner zeichnerischen Begabung mit 1.090 kolorierten Kupferstichen versah, beschrieb er den Nutzen und Gebrauch von Gewächsen; von dem zehnbändigen Werk stammten jedoch nur die ersten drei Bände von ihm, die Fortsetzungen erfolgten durch Ignaz Albrecht und Joseph Lorenz Kerndl (1761–1843).
Er befasste sich intensiv mit der Rettung und Behandlung von Scheintoten und veröffentlichte zu dieser Problematik 1804 eine ausführliche Darstellung, Ueber das Rettungsgeschäft scheintodter und in plötzliche Lebensgefahr gerathener Menschen, nebst den k. k. österreichischen neuen Verordnungen und der Noth- und Hilfstafel.
1805 gab er seine Schrift Anatomische Abbildungen des menschlichen Körpers heraus.
Einer seiner Hauptaufgaben war die Neuordnung des Tierarznei-Instituts und zwecks Umsetzung von Reformen studierte er die verschiedenen sanitäts- und tierärztlichen Institutionen und verglich diese mit jenen in anderen Ländern. Er entwarf eine neue Organisation des Wiener Tierarznei-Instituts, die er im Mai 1813 den Behörden zur Prüfung vorlegte und der anschließend genehmigt wurde. Eines seiner Ziele war hierbei die Ausweitung des Lehrplans auf die gesamte Tierheilkunde, sodass der Unterricht nicht, wie bis dahin, nur auf Pferde beschränkt war;  dies erforderte zunächst die Ausbildung von Lehrenden in allen Fächern der Tierheilkunde. Ihm sind auch dabei die Pläne zum Neubau des Instituts und dessen Überführung von der militärischen Verwaltung in eine zivile zu verdanken.  
Er galt als erster Veterinärpathologe Österreichs.  
Auf sein Betreiben wurden die Stellen der Landestierärzte in den Kronländern geschaffen, von denen er verlangte, dass sie vor allem bei der Seuchenprophylaxe sowie bei der Tierzucht unterstützen sollten. 
Darüber hinaus legte er die Aufgaben der Landes-Protomedici (Aufseher der Ärzte und Apotheker) fest und erarbeitete Vorschriften für die Durchführung der Pockenimpfung, eine Pest-Polizeiordnung, die er 1811 an die Behörden übergab, und ein Küsten-Sanitäts-Normativ aus.  
Von besonderer Bedeutung für den gerichtsmedizinischen Unterricht war auch seine 1814 erschienene Instruction für die öffentlich angestellten Aerzte und Wundärzte in den k. k. österreichischen Staaten, wie sie sich bey gerichtlichen Leichenschauen zu benehmen haben. 
Nach seinem Tod veröffentlichte Josef Bernt den ersten Band von seinen Vorlesungen über gerichtliche Arzeneikunde, nach des Verfassers Handschrift mit Anmerkungen. 

## Schriften (Auswahl)
- Icones plantarum medico-oeconomico-technologicaum cum earum fructus ususque explicatione auch F. B. Vietz Abbildungen aller medicinisch-ökonomisch-technischen Gewächse.
  - Band 1.
  - Band 2.
  - Band 3.
  - Band 4.
  - Band 5.
  - Band 6.
  - Band 7.
  - Band 8.
  - Band 9.
  - Band 10.
  - Supplement-Band. Wien 1822.
- Ueber das Rettungsgeschäft scheintodter und in plötzliche Lebensgefahr gerathener Menschen, nebst den k. k. österreichischen neuen Verordnungen und der Noth- und Hilfstafel. Wien 1804.
- Anatomische Abbildungen des menschlichen Körpers. Wien 1805.
- Unterricht für Dominien und Unterthanen, um sowohl Viehseuchen als auch andere wichtige Krankheiten, wenn es möglich ist, zu verhüten, wirklich ausgebrochene zu tilgen. Wien 1809.
- Biographie des Dr. Ferdinand Leber. Wien 1810.
- Unterricht für den Gutsbesitzer und Landmann über die Pocken der Schafe und ihre Impfung. Wien 1813.
- Instruction für die öffentlich angestellten Aerzte und Wundärzte in den k. k. Staaten, wie sie sich bei gerichtlichen Leichenbeschauungen zu benehmen haben. Wien 1814.
- Emanuel Veith; Ferdinand Bernhard Vietz: Grundriss der allgemeinen Pathologie und Therapie: sammt den nothwendigsten Erläuterungen für angehende Thierärzte. Wien 1814.
- Vorlesungen über gerichtliche Arzeneikunde, nach des Verfassers Handschrift mit Anmerkungen. Wien 1817.